# 贝西伯爵
威廉·詹姆斯·“伯爵”·贝西（英語：William James "Count" Basie，1904年8月21日—1984年4月26日）是美国的爵士乐钢琴手、风琴手、乐队队长、作曲家。
其母自幼便教导其学习钢琴，后来他退学并在一家当地电影院学会了操控灯光、为默片即兴钢琴伴奏等。到了16岁，他开始在派对等活动中大量演奏爵士乐。1924年，他前往哈莱姆区，即兴演奏的生涯就此展开。他随团前往芝加哥市、圣路易斯市和堪萨斯城等主要爵士乐城市。1929年他在堪萨斯城加入了本尼·莫顿的乐队，一直演奏至1935年莫顿去世为止。
1935年，贝西成立了自己的爵士乐队贝西伯爵乐团，并领导了乐队将近50年，进行了多次创新尝试。许多音乐人都曾慕名前来，寻求他的指导。